# Paljakan metsät ja suot
Paljakan metsät ja suot este o arie protejată (arie specială de conservare — SAC, sit de importanță comunitară — SCI) din Finlanda întinsă pe o suprafață de 1.141 ha, integral pe uscat.

## Localizare
Centrul sitului Paljakan metsät ja suot este situat la coordonatele 66°11′59″N 29°47′34″E / 66.1997°N 29.7928°E.

## Înființare
Situl Paljakan metsät ja suot a fost declarat sit de importanță comunitară în august 1998 pentru a proteja 3 specii de plante și 1 specie de animale. Situl a fost protejat și ca arie specială de conservare în aprilie 2015.

## Biodiversitate
Situată în ecoregiunea boreală, aria protejată conține 15 habitate naturale: Păduri aluvionare cu Alnus glutinosa și Fraxinus excelsior (Alno-Padion, Alnion incanae, Salicion albae), Păduri fino-scandinave bogate în ierburi cu Picea abies, Ape oligotrofe din câmpii nisipoase, cu un conținut foarte redus de minerale (Littorelletalia uniflorae), Lacuri și iazuri distrofice naturale, Cursuri de apă de la nivel de câmpie la nivel montan, cu vegetație Ranunculion fluitantis și Callitricho-Batrachion, Liziere de ierburi înalte hidrofile de câmpie și de nivel montan până la alpin, Pajiști aluvionare boreale nordice, Mlaștini turboase de tranziție și turbării mișcătoare, Izvoare petrifiante cu formare de travertin (Cratoneurion), Mlaștini alcaline, Turbării Aapa, Pante stâncoase calcaroase cu vegetație casmofită, Pante stâncoase silicioase cu vegetație casmofită, Mlaștini împădurite, Taiga vestică.
La baza desemnării sitului se află mai multe specii protejate:
- plante (3): Arenaria ciliata subsp. pseudofrigida, Diplazium sibiricum, ochii-șoricelului (Saxifraga hirculus)
- mamifere (1): vidră de râu (Lutra lutra)

Pe lângă speciile protejate, pe teritoriul sitului au mai fost identificate 15 specii de plante, 1 specie de mamifere, 10 specii de pești.